# Thủy trúc
Cyperus alternifolius là một loài thực vật có hoa trong họ Cói. Loài này được L. mô tả khoa học đầu tiên năm 1767.

## Phân loài và tên gọi
Các phân loài Cyperus alternifolius ssp. flabelliformis là Cyperus flabelliformis = Cyperus involucratus Rottb.. có tên tiếng Việt là thủy trúc, lác dù, trúc ngược.

## Đặc điểm
Cây thủy trúc có hình dáng đặc sắc, thân và lá đẹp. Cây có thân tròn cứng cáp, bề mặt nhẵn bóng với màu xanh lục đậm. Cây mọc thành bụi dày thẳng như cây cau, dừa tí hon. Rễ của cây là dạng rễ chùm bám chắc vào đất và rất khỏe. Lá thủy trúc mỏng, gân chính nổi rõ, có màu xanh, giảm thành các bẹ ở gốc, mặc khác các lá bắc ở đỉnh lại phát triển lớn, dài xếp vòng xòe ra và cong xuống. Hoa có cuống chung dài thẳng, xếp tỏa ra nổi trên đám lá bắc. Hoa lúc non có màu trắng khi già chuyển dần sang màu nâu. Cây thường hay thay lá, nếu không kịp thời cắt bỏ những lá bị úa vàng thì chúng sẽ rụng xuống làm đục nước, gây mất mỹ quan.
Cây có tốc độ sinh trưởng nhanh và là loài cây ưa bóng râm, ưa sáng. Cây còn là thực vật bán cạn nên phát triển rất tốt trong môi trường nước ngập úng qua rễ, tuy nhiên nếu nước quá cao, ngập cả phần thân và gần chạm đến lá thì làm cho lá dễ bị vàng hoặc thối rữa.
Cây được nhân giống dễ dàng từ tách bụi, dễ chăm sóc.

## Sử dụng canh tác

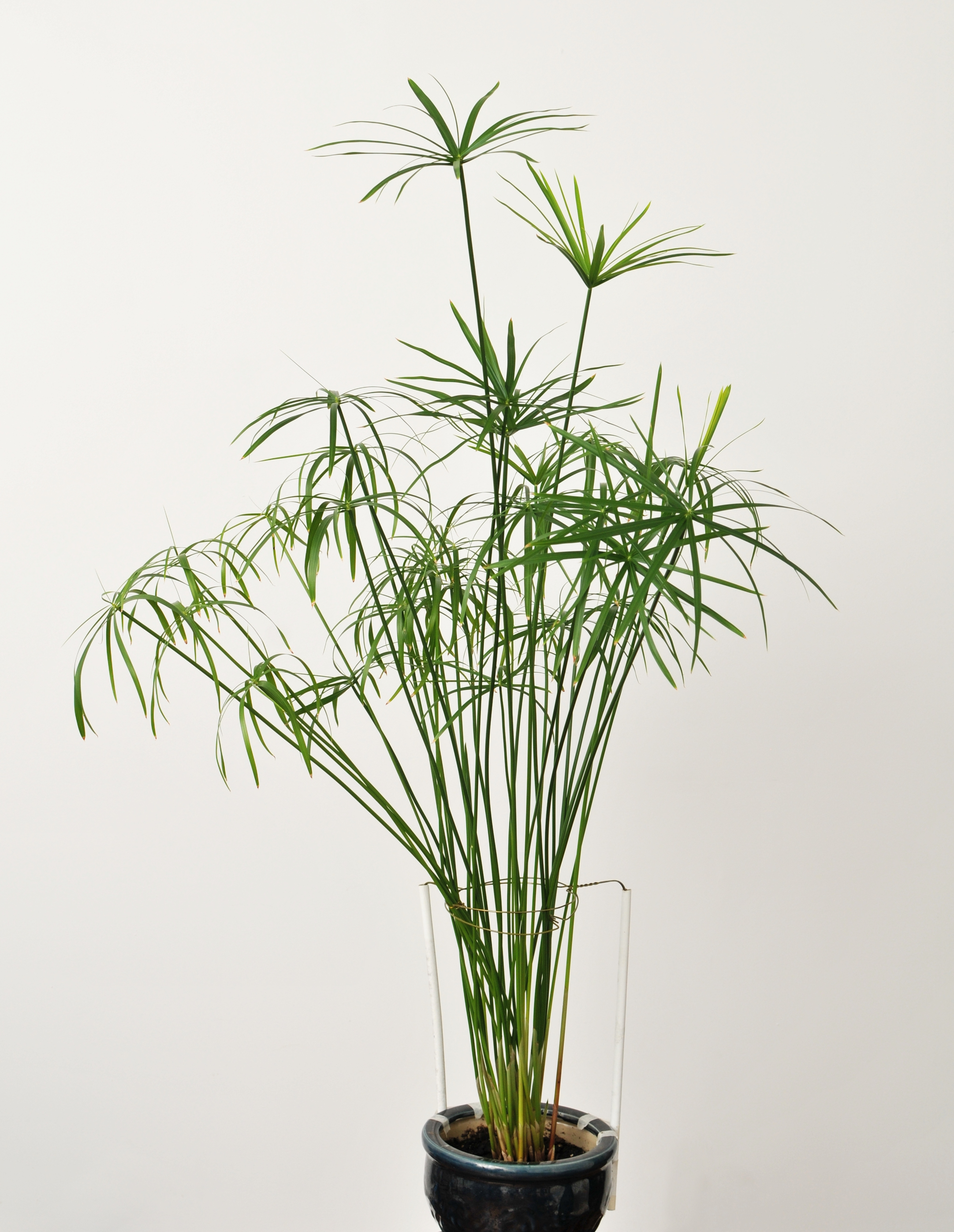
Cây được trồng trong chậu như một cây trang trí trong nhà (houseplant).

Cyperus alternifolius vừa có tác dụng thẩm mỹ, vừa có tác dụng lọc và làm sạch môi trường không khí, nước nên thường được trồng làm cây cảnh phổ biến trên toàn thế giới. Cây được trồng trong các sân vườn, tiểu cảnh ven ao (pond), hồ nước nhỏ, chậu hoặc đơn giản là trong đất, trang trí trong nhà (houseplant) hoặc trong các hồ thủy sinh bán cạn. Với vóc dáng thanh mảnh, cách sắp xếp lá độc đáo, đều đặc như một bông hoa rất đẹp, cây thủy trúc sẽ mang lại sự tươi mới, thú vị và xanh mát cho không gian trang trí. Đó là các vùng chịu đựng trong USDA (hardiness): 9a-11b.
Giống cây trồng Cyperus alternifolius Variegatus được phát triển vì trạng thái khác nhau về màu sắc (variegation) và kích thước nhỏ hơn.

## Hình ảnh

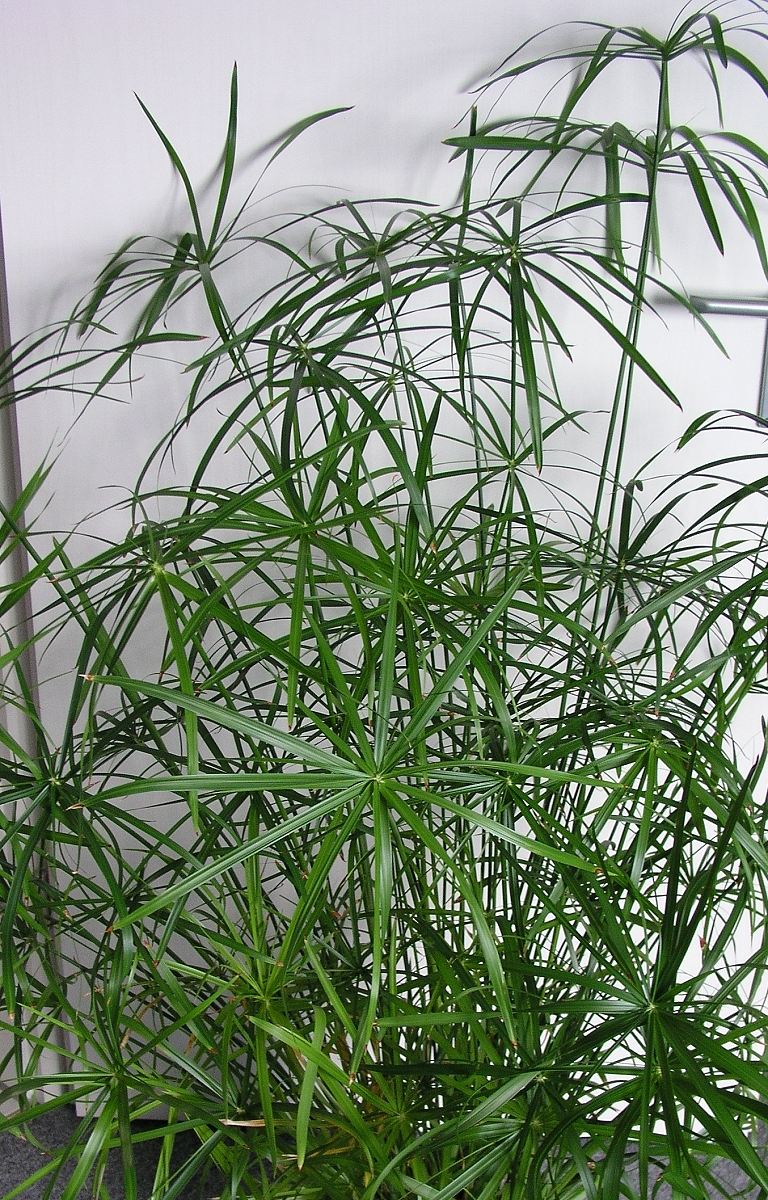
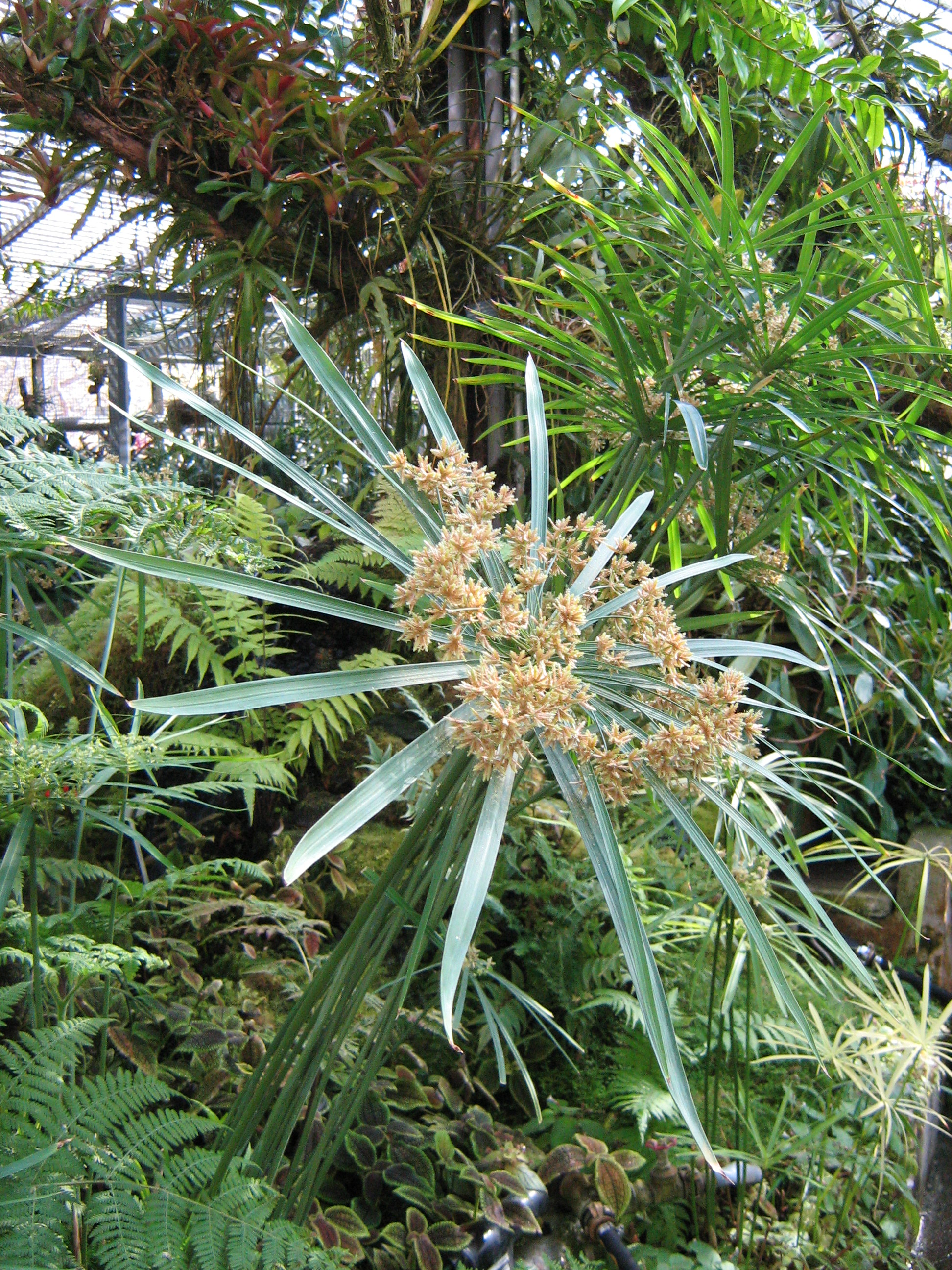
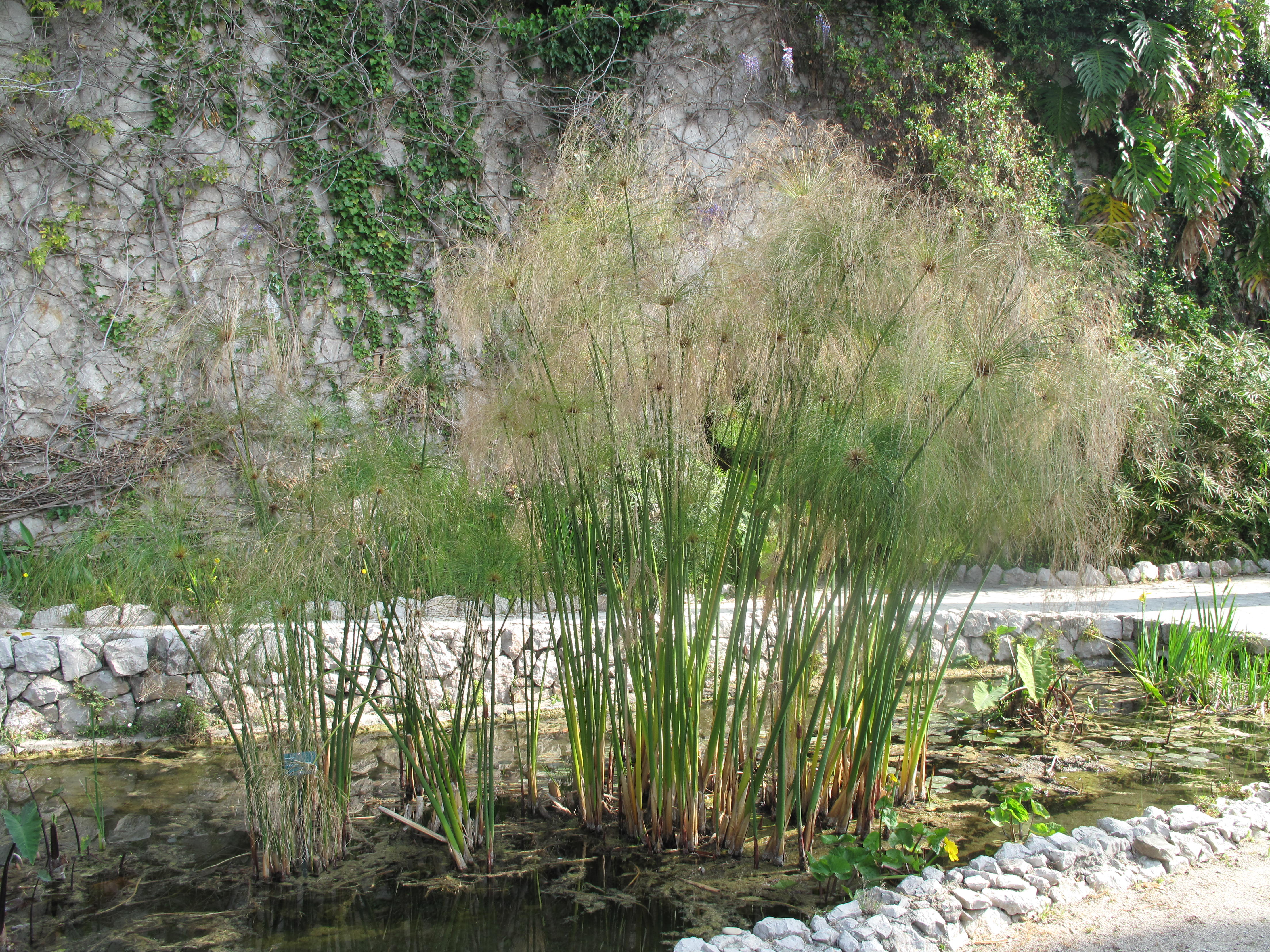
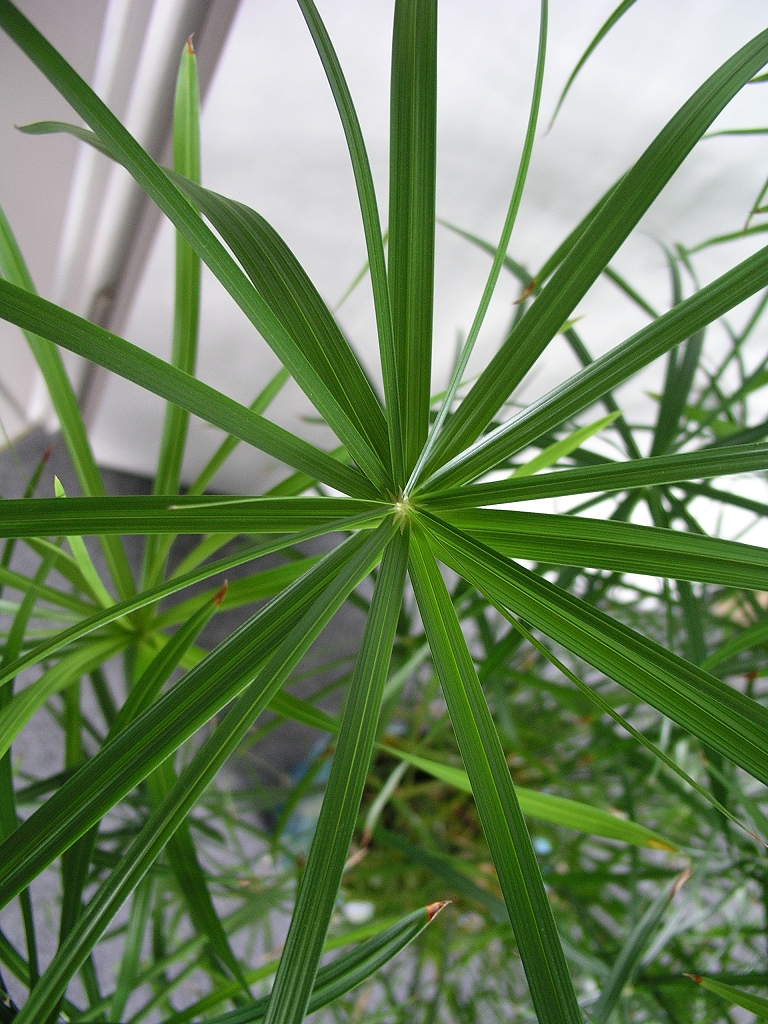